# Ján Gotčár
Ján Gotčár (Makov, 1º giugno 1823 – Presburgo, 19 agosto 1883) è stato un presbitero, attivista e insegnante slovacco.
Il suo cognome si trova scritto anche con le grafie Gočár e Gotšár, adottò anche gli pseudonimi di J. G. z Kysúc e di Kysučan.

## Biografia
Era figlio di Ján Gotčár, un guardaboschi del principe Eszterhazy, e di sua moglie Anna, nata Barcerová.
Dal 1834 al 1838 studiò al ginnasio di Žilina, poi fino al 1840 a Český Těšín, l'anno successivo a Kecskemét, dal 1841 al 1842 ad Arad, dal 1842 studiò filosofia a Trnava e fino al 1846 teologia a Banská Bystrica. In quello stesso anno fu ordinato presbitero a Pest. Negli anni della rivoluzione tornò a Banská Bystrica, ove fu professore del ginnasio; nel 1849 divenne segretario del commissario Michal Rárus. Nel 1856 si trasferì a Užhorod come preside del ginnasio. Nel 1858 fu nominato consigliere scolastico e provveditore a Oradea. Ebbe nel 1867 il pensionamento anticipato e il governo, attuando la sua politica di magiarizzazione, gli proibì qualsiasi attività sociale. 
Fu importante come funzionario scolastico, ma si distinse anche in politica, prendendo parte all'assemblea che redasse il Memorandum della nazione slovacca nel 1861. Fu tra i fondatori della Matica slovenská, la massima organizzazione nazionale slovacca, della Società di Sant'Adalberto e del ginnasio slovacco di Kláštor pod Znievom. Nei suoi scritti fu fautore dell'uguaglianza dei popoli nell'ambito di un Regno d'Ungheria plurinazionale. Collaborò con i suoi articoli ai giornali Cyril a Metod, Národné novíny, Pešťbudínske vedomosti e altri.

## Opere
- Matúš Trenčiansky, in: II. Programm des k.k. kathol. Gymnasiums zu Neusohl 1853-1854, pp. 3 – 20.